# Rebecca Balding
Rebecca Balding (* 21. September 1948 in Little Rock, Arkansas; † 18. Juli 2022 in Park City, Utah) war eine US-amerikanische Schauspielerin.

## Karriere
Rebecca Balding begann ihre Karriere als Schauspielerin 1976 in zwei Folgen der US-Serie Die Sieben-Millionen-Dollar-Frau. 1977 bekam sie die Rolle der Carla Mardigian in Lou Grant, musste allerdings bereits nach 3 Episoden die Serie verlassen, da die Produzenten sie für zu jung hielten. Es folgten weitere Gastauftritte in wenig bekannten US-Serien. Ihre erste große Rolle hatte Rebecca Balding im Horrorfilm Psychock, der im Jahr 1980 in die amerikanischen Kinos kam. Später bekam sie eine kleinere Rolle in der Serie Soap – Trautes Heim. Ihre Popularität verhalf ihr zu vielen Gastauftritten in bekannten US-Serien (zum Beispiel: Eine himmlische Familie, Beverly Hills, 90210 oder Melrose Place). Zuletzt sah man sie in der wiederkehrenden Rolle der Elise Rothman in der Mysteryserie Charmed – Zauberhafte Hexen (2002–2006). 
Sie war mit dem Produzenten James L. Conway verheiratet.
Rebecca Balding starb im Juli 2022 im Alter von 73 Jahren an Eierstockkrebs.

## Filmografie (Auswahl)
- 1977: Deadly Game (Fernsehfilm)
- 1977: Lou Grant (Fernsehserie, Folgen 1.01–1.03)
- 1978: Detektiv Rockford – Anruf genügt (The Rockford Files, Fernsehserie, Folge 4.17)
- 1978: Barnaby Jones (Fernsehserie, Folge 6x17)
- 1978–1980: Soap – Trautes Heim (Soap, Fernsehserie, 19 Folgen)
- 1979: The Gathering, Part II (Fernsehfilm)
- 1980: Psychock (The Silent Scream)
- 1981: The Boogens
- 1982: Flucht auf heißen Reifen (Kiss My Grits)
- 1983: Cagney & Lacey (Fernsehserie, Folge 2.17)
- 1983: Hotel (Fernsehserie, Folge 1.06)
- 1984: Familienbande (Family Ties, Fernsehserie, Folge 2.22)
- 1985: Trapper John, M.D. (Fernsehserie, Folge 7.09)
- 1987: Our House (Fernsehserie, Folge 1.18 und 1.19)
- 1987: MacGyver (Fernsehserie, Folge 3.05)
- 1990: Sugarbaker’s – Mann muss nicht sein (Designing Women, Fernsehserie, Folge 5.12)
- 1993: Hör mal, wer da hämmert (	Home Improvement, Fernsehserie, Folge 3.11)
- 1996: Eine himmlische Familie (7th Heaven, Fernsehserie, Folge 1.11)
- 1997: Beverly Hills, 90210 (Fernsehserie, Folge 8.08 und 8.11)
- 1998: Melrose Place (Fernsehserie, Folge 6.25 und 6.26)
- 1998, 2002–2006: Charmed – Zauberhafte Hexen (Charmed, Fernsehserie, 23 Folgen)
- 2000: Emergency Room – Die Notaufnahme (ER, Fernsehserie, Folge 7.03)
- 2005: Yesterday’s Dreams